# Carlo Ponti
Carlo Ponti (Milán, 11 de diciembre de 1912-Ginebra, 10 de enero de 2007) fue un productor de cine italiano, y el esposo de Sophia Loren. Junto con Dino De Laurentiis, se le atribuye la revitalización y popularización del cine italiano después de la Segunda Guerra Mundial, produciendo algunas de las películas más aclamadas y económicamente exitosas del país de las décadas de 1950 y 1960.
Ponti trabajó con muchos de los directores más importantes del cine italiano de la época, incluidos Federico Fellini, Michelangelo Antonioni y Vittorio De Sica, así como muchos directores internacionales. Ganó el Premio de la Academia a la Mejor Película en Lengua Extranjera por La strada (1954) y fue nominado a la Mejor Película por producir Doctor Zhivago (1965). En 1996, fue ascendido como Caballero Gran Cruz a la Orden del Mérito de la República Italiana.

## Carrera profesional
Carlo Ponti nació en Magenta, Italia y estudió derecho en la Universidad de Milán. Al terminar sus estudios comenzó a trabajar en el bufete de su padre en Milán, pero muy pronto, a través de la negociación de contratos, se involucró en la industria del cine. En 1940, Ponti intentó establecer una industria del cine en Milán y produjo Tiempos pasados de  Mario Soldati, con la participación de Alida Valli en su primer papel importante. La película está ambientada en los tiempos de la unificación de Italia y trata de las luchas entre austríacos e italianos para conseguir la anexión del norte de Italia. En la Segunda Guerra Mundial, resultaba muy sencillo identificar a los austríacos con los alemanes y la película fue un éxito. Finalmente se consideró que perjudicaba las relaciones con la Alemania nazi y fue retirada.
En 1941, Ponti aceptó la oferta de Lux Film y produjo una serie de películas comerciales en Roma, protagonizadas por el cómico Totò. En 1954, consiguió su mayor logro artístico al producir (asociado con Dino de Laurentiis) La strada de Federico Fellini. Sin embargo Fellini siempre negó el mérito de Ponti y llegó a declarar que: «La strada se hizo a pesar de Ponti y de Dino de Laurentiis».
En 1965 produjo el que sería su mayor éxito comercial, Doctor Zhivago de David Lean. Posteriormente produciría tres películas relevantes dirigidas por  Michelangelo Antonioni: Blow Up, Zabriskie Point y El pasajero.
Ponti también fue el productor de películas como Guerra y paz de King Vidor, El pistolero de Cheyenne de George Cukor, Boccaccio 70 de Luchino Visconti y tres de Vittorio de Sica: Matrimonio a la italiana, Ayer, hoy y mañana y Dos mujeres, drama por el cual Sophia Loren ganó un Premio Óscar. También produjo Una giornata particolare de Ettore Scola y el filme erótico Flesh for Frankenstein, de Paul Morrissey.

## Biografía

### Familia

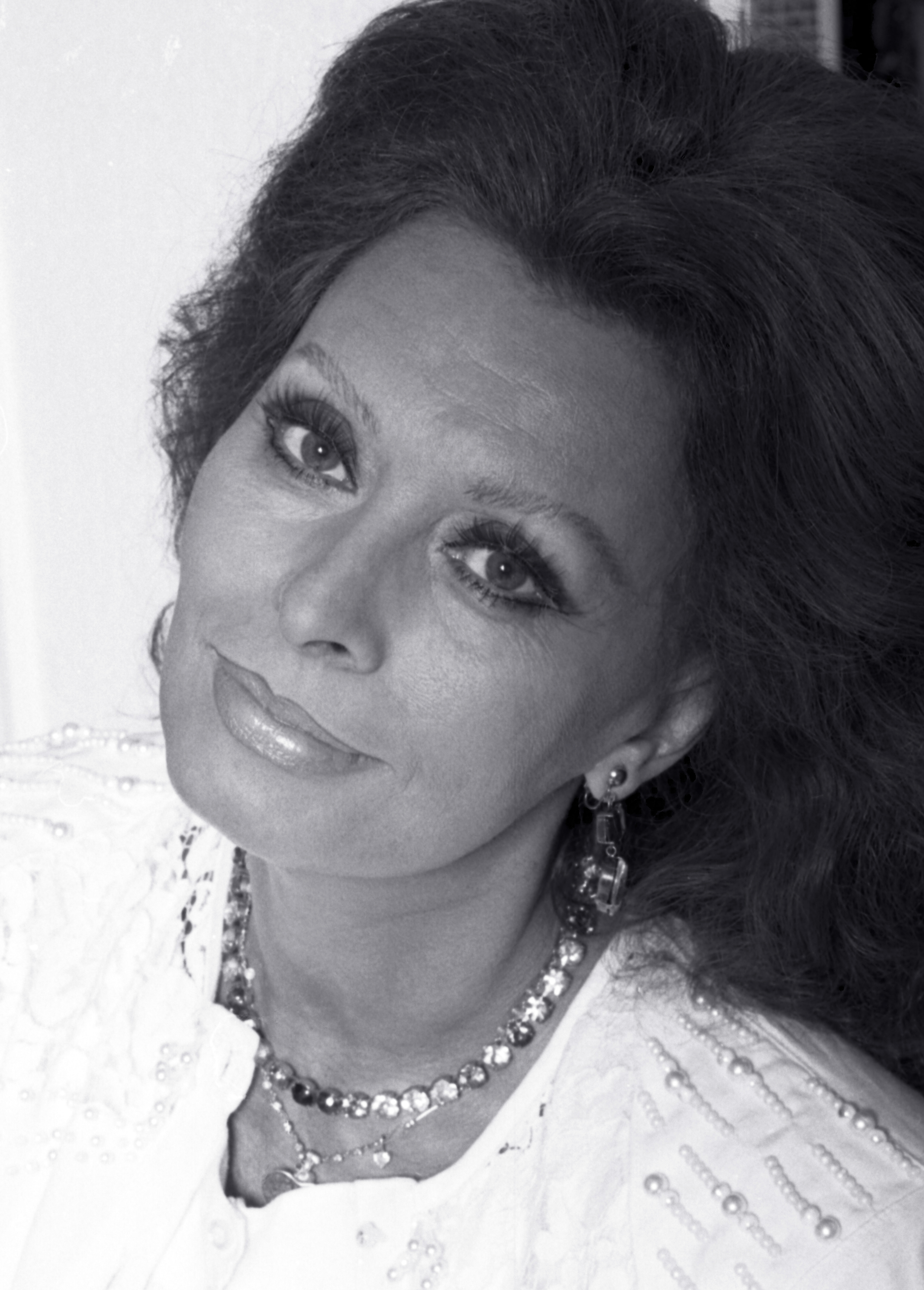
La actriz Sofía Loren, esposa de Carlo Ponti, en 1986.

Nacido en 1912, era hijo de Leone Ponti, descendiente de una rica familia de industriales gallaratesi, y de su esposa Maria Zardone; tenía dos hermanas, Laura (1910-2012) y Lucia. Su abuelo fue Ettore Ponti, mientras que su bisabuelo fue Andrea Ponti, ambos entre los pioneros de la industria del tejido en Lombardía durante el siglo XIX. En 1946 se casó con Giuliana Fiastri, una noble de reggiana, con la que tuvo una hija, Guendalina Ponti (1951), abogada y profesora universitaria en Roma especializada en derechos de autor, derecho cinematográfico, propiedad intelectual y derecho internacional, y un hijo, Alessandro Ponti (1953), productor de cine.
En 1950, a la edad de 38 años, conoció por primera vez a Sofía Loren, que entonces tenía 16 años; cuando Ponti participaba como jurado en un concurso de belleza, ella era por entonces una aspirante a actriz llamada Sofia Lazzaro, a la que contrató para participar en Anna.  : al cabo de unos años se separó y se casó con Sofia, con la que tuvo dos hijos, Carlo Ponti Jr. (1968) y Edoardo Ponti (1973). Carlo Ponti y Sofia Loren fueron importantes coleccionistas de arte. La colección Ponti-Loren consta de más de 150 obras, entre las que se incluyen obras de Henri Matisse, Paul Cézanne, Pablo Picasso, Canaletto, Pierre-Auguste Renoir, Giorgio de Chirico, Giacomo Balla, René Magritte, Oskar Kokoschka y numerosos hallazgos arqueológicos.
Hacia 1950,  En 1952, su amigo Goffredo Lombardo, jefe de producción de Titanus, le recomendó que Sofía cambiara su nombre por el de Sofia Loren. En 1957, Ponti consiguió en México el divorcio de su primera mujer (Giuliana Fiastri) y se casó con Sofía Loren por poderes. En Italia el divorcio no estaba permitido y se le informó de que si volvía sería acusado de bígamo y Sofía de concubina. Durante tres años no pudo poner un pie en Italia. En 1960, decidió adoptar la ciudadanía francesa, y para ayudarlo, sus hijos y su exesposa también se hicieron franceses. Finalmente Giuliana se divorció de su marido, permitiendo que Carlo se casara con Sofía en 1966, en París.
Ponti coprodujo varias películas en Hollywood en las que participó Sofía Loren, aunque la mayoría fueron fracasos de taquilla, logró forjarse una reputación. 
Ponti sufrió dos intentos fallidos de secuestro, en uno de los cuales su coche fue tiroteado.
En 1979 Ponti fue juzgado en ausencia por robo de dinero y obras de arte y condenado a cuatro años de prisión y a pagar la cantidad de 22 billones de liras. Ponti no acudió a la vista, ya que su nacionalidad francesa la hacía inmune a la extradición. En 1990 fue declarado libre de cargos.

### Carrera
Licenciado en derecho, trabajó en cine desde 1940. En la posguerra trabajó para Lux Film cubriendo, con Dino De Laurentiis, el papel de productor ejecutivo. En particular, siguió muchos debuts de directores, como Pietro Germi, Luigi Zampa, Luigi Comencini, Steno y Mario Monicelli.
En 1950 fundó, con su socio napolitano, la compañía Ponti-De Laurentiis, que produjo importantes obras como Guardie e ladri de Steno y Mario Monicelli (1951), Europa '51] de Roberto Rossellini (1952), L'oro di Napoli de Vittorio De Sica (1954), La strada de Federico Fellini (1954), La romana de Luigi Zampa, Ulisse de Mario Camerini (1954) y la colosal La Guerra y la Paz de King Vidor (1956). En la actualidad, los estudios Ponti-De Laurentiis albergan el Instituto Estatal de Instrucción Superior  Roberto Rossellini.
Separado de su socio Dino De Laurentiis, se trasladó a Estados Unidos con su esposa Sofía Loren y los hijos nacidos de su unión, que también se dedicarán al mundo del espectáculo: Carlo Jr. es un ex actor y ex director de la Sinfónica de San Bernardino en California, Edoardo es director. Trabaja para Paramount, produciendo las películas protagonizadas por su esposa y muchas películas importantes: La donna è donna (1961) y Il disprezzo (1963) de Jean-Luc Godard, La ciociara de Vittorio De Sica (1960), Doctor Zhivago' de David Lean (1965), y el tríptico Blow-Up (1966), Zabriskie Point] (1970) y Profesión: Reportero (1975), de Michelangelo Antonioni. 

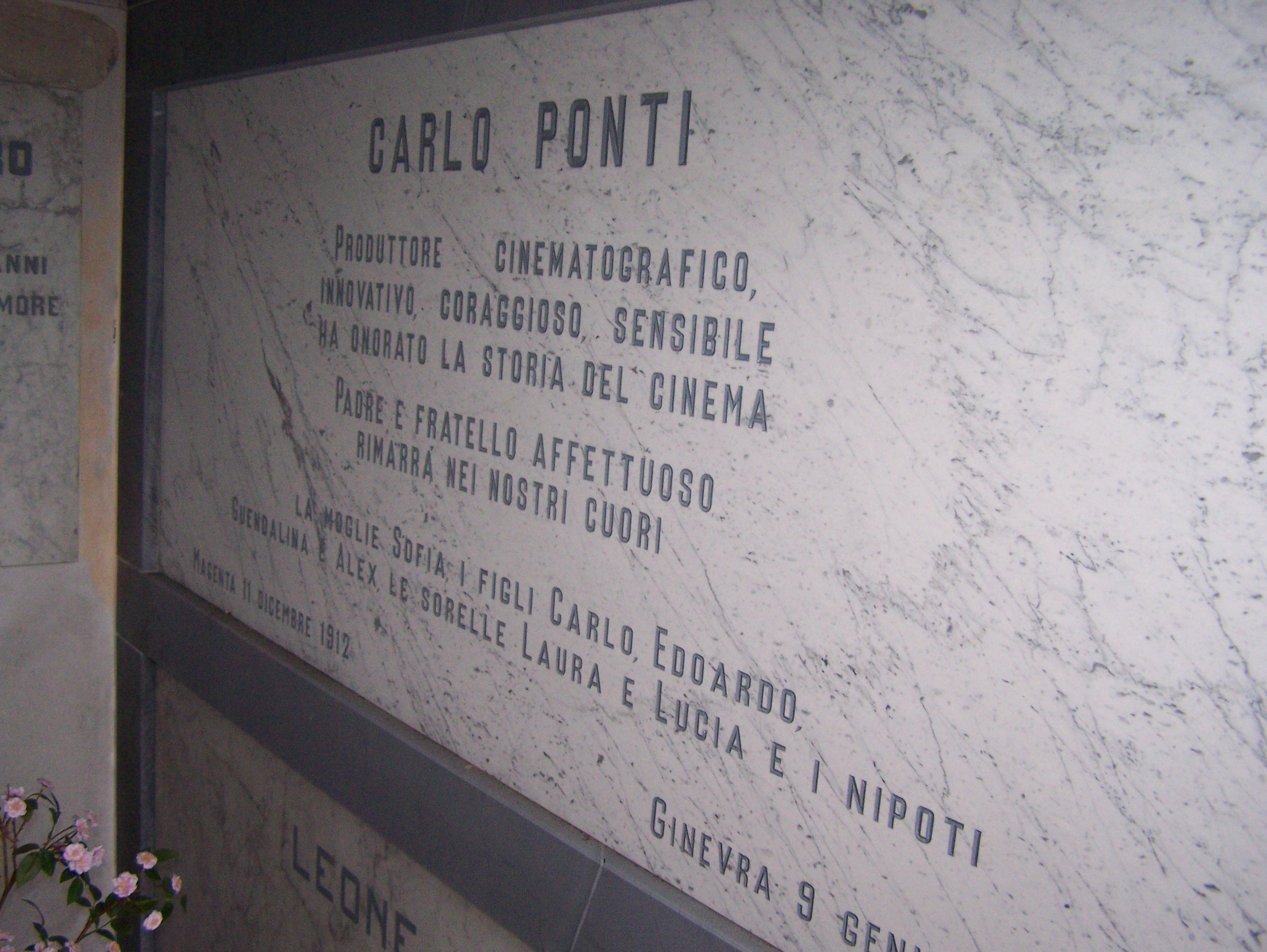
La tumba de Carlo Ponti en el cementerio de Magenta.

Por La ciociara Loren, casada entonces por él en México en 1957, ganó el Oscar: Lello Bersani fue enviado a casa de la actriz para una entrevista sobre el premio, que no se emitió por ser juzgada inapropiada por los responsables de la RAI precisamente porque Ponti aún no había regularizado su situación matrimonial. Doctor Zhivago fue su mayor éxito de público, producida en los Estados Unidos, dirigida por David Lean y con un cast (Omar Sharif, Julie Christie, Alec Guinness, Rod Steiger, Tom Courtenay y Geraldine Chaplin): basada en la novela homónima de Boris Pasternak, la película también ganó cinco Globos de Oro (incluido uno a Ponti a la Mejor Película) y otros tantos Oscars (de diez nominaciones); Ponti se convirtió en el primer productor italiano en recibir el candidato (estatuilla ganada por Sonrisas y lágrimas) .
Desde 1964 ciudadano de Francia, valiente en sus opciones culturales, de carácter autoritario sus enfrentamientos con los directores fueron numerosos y famosos, fue uno de los más grandes productores de la posguerra, aunque su sueño en el cajón siguiera siendo la política.

## Muerte
Ponti murió en Ginebra, Suiza. Le sobrevivieron su mujer y sus cuatro hijos: Carlo, nacido en 1968, hijo de Sophia, que de niño trabajó como actor y que hoy es director de orquesta y director musical de la Orquesta Sinfónica de San Bernardino; Alessandro, nacido en 1953, hijo de Giuliana, productor de cine; Edoardo, nacido en 1973, hijo de Sophia, director de cine; casado con la actriz Sasha Alexander, y Guendalina, su hija primogénita, nacida en 1951, hija de Giuliana. Su cuerpo descansa en el cementerio de Magenta.

## Filmografía
Lista parcial
- Piccolo mondo antico (1940)
- Giacomo l'idealista, regia di Alberto Lattuada (1943)
- La primadonna, dirigida por Ivo Perilli (1943)
- La freccia nel fianco, dirigida por Alberto Lattuada (1945)
- Due lettere anonime, dirigida por Mario Camerini (1945)
- A Yank in Rome (1946)
- Vivere in pace, dirigida por Luigi Zampa (1947)
- Gioventù perduta, dirigida por Pietro Germi (1947)
- Hey Boy (1948)
- Campane a martello (1949)
- The White Line (1950)
- Toto the Third Man (1951)
- Il padrone del vapore (1951)
- Europa 51 (1952)
- Easy Years (1953)
- Carosello Napoletano (1954)
- La strada (1954)
- Mambo (1954)
- Un Americano a Roma (1954)
- El oro de Nápoles (L'oro di Napoli, 1954)
- Attila (1954)
- Guerra y paz (1956)
- The Black Orchid (1958)
- That Kind of Woman (1959)
- Heller in Pink Tights (1960)
- A Breath of Scandal (1960)
- Dos mujeres (1960)
- Lola (1961)
- A Woman is a Woman (1961)
- Léon Morin, prêtre (1961)
- Cléo from 5 to 7 (1962)
- Boccaccio 70 (1962)
- Le Doulos (1962)
- L'isola di Arturo (1962)
- The Empty Canvas (1963)
- Les Carabiniers (1963)
- Contempt (1963)
- Ayer, hoy y mañana (1963)
- Matrimonio a la italiana (1964)
- La décima víctima (1965)
- Doctor Zhivago dirigida por David Lean (1965)
- Casanova '70, dirigida por Mario Monicelli (1965)
- Operazione Crossbow, dirigida por Michael Anderson (1965)
- Lady L, dirigida por Peter Ustinov (1965)
- Oggi, domani, dopodomani, dirigida por Eduardo De Filippo, Marco Ferreri y Luciano Salce (1965)
- L'uomo dei cinque palloni (Break up), dirigida por Marco Ferreri (1965)
- Blowup (1966)
- Smashing Time (1967)
- C'era una volta (1967)
- La 25ª ora (La Vingt-cinquième heure), dirigida por Henri Verneuil (1967)
- La ragazza e il generale, regia di Pasquale Festa Campanile (1967)
- Al fuoco pompieri! (Horí, má panenko), dirigida por Miloš Forman (1967)
- Ci divertiamo da matti (Smashing Times), dirigida por Desmond Davis (1967)
- Questi fantasmi, dirigida por Renato Castellani (1967)
- Diamanti a colazione (Diamonds for Breakfast), dirigida por Christopher Morahan (1968)
- Amanti, dirigida por Vittorio De Sica (1968)
- Zabriskie Point (1970)
- La moglie del prete, dirigida por Dino Risi (1970)
- I girasoli, dirigida por Vittorio De Sica (1970)
- La mortadella, dirigida por Mario Monicelli (1971)
- Un posto ideale per uccidere, dirigida por Umberto Lenzi (1971)
- What? (1972)
- Flesh for Frankestein (1973)
- El pasajero (1974)
- Il bestione, dirigida por Sergio Corbucci (1974)
- Virilità, dirigida por Paolo Cavara (1974)
- Cugini carnali, dirigida por Sergio Martino (1974)
- La poliziotta, dirigida por Steno (1974)
- Permettete signora che ami vostra figlia?, dirigida por Gian Luigi Polidoro (1974)
- L'accusa è: violenza carnale e omicidio (Verdict), dirigida por André Cayatte (1974)
- Là dove non batte il sole (Blood Money), dirigida por Antonio Margheriti (1974)
- Arrivano Joe e Margherito, regia di Giuseppe Colizzi (1974)
- Breve incontro (Brief Encounter), dirigida por Alan Bridges - Film TV (1974)
- Whiskey e fantasmi, dirigida por Antonio Margheriti (1974)
- L'infermiera (1975)
- Professione: reporter, dirigida por Michelangelo Antonioni (1975)
- Cipolla Colt, dirigida por Enzo G. Castellari (1975)
- Baby Sitter - Un maledetto pasticcio' (Jeune fille libre le soir), dirigida por René Clément (1975)
- Gente di rispetto, dirigida por Luigi Zampa (1975)
- Il padrone e l'operaio, dirigida por Steno (1975)
- Controrapina (The Squeeze), dirigida por Antonio Margheriti (1975)
- Brutti, sporchi e cattivi (1976)
- El puente de Cassandra (The Cassandra Crossing, 1976)
- Un día muy particular (También Una jornada particular, 1977)
- Qualcosa di biondo, dirigida por Maurizio Ponzi - Film (1984)
- La ciociara, dirigida por Dino Risi (miniserie TV) (1988)
- Sabato, domenica e lunedì, dirigida por Lina Wertmüller (1990)
- Liv, dirigido por Edoardo Ponti - Cortometraje (1998)

## Premios y distinciones
Premios Óscar
| Año  | Categoría      | Película       | Resultado |
| ---- | -------------- | -------------- | --------- |
| 1966 | Mejor película | Doctor Zhivago | Nominado  |

- Caballero de la Gran Cruz de la Orden al Mérito de la República Italiana (Roma, 26 de junio de 1996).[14]